# 김종익 (1918년)
김종익(金鍾翊, 1918년 6월 27일~2000년 12월 20일)은 대한민국의 기업인, 정치인이다. 부여초, 삼랑진중, 한성여중 등에서 교사로 활동하다가 삼량진중학교의 교감으로 퇴직했으며, 잠깐 동덕여중, 동덕여고의 교사로도 근무했다. 1968년 충남 부여에서 제7대 국회의원 보궐선거에 당선, 제7·8·9대 국회의원을 지냈다. 군인, 정치인 김종필의 친형이다. 본관은 김해(金海), 충청남도 부여 출신.

## 생애

### 초기 활동
아버지는 김상배이고, 어머니는 전주 이씨 이정훈이며 7형제 중 둘째 아들로 충청남도 부여군 외산면에서 태어났다. 어머니 이정훈은 아버지보다 12살 연하였다. 군인 출신 정치인이며 신민주공화당, 자민련의 총재 김종필은 그의 여섯째 동생이었다. 김해김씨 안경공파(金海金氏 安敬公派) 16세손이다. 13대조는 해령부원군(海寧府院君) 김희철로 공빈 김씨의 친정아버지이다. 12대조 김예직(金禮直)은 광해군의 외숙부로 삼도수군절도사를 지냈다.
7대조 김기서가 진천현감을 역임했으며 그의 할아버지 김현택이 충청남도 청양군에서 충청남도 부여에 이사와 정착했다. 이후 충청남도 부여군 외산면 가덕리 132-1번지에 그의 집안 선영이 마련되었다. 할아버지 김현택의 대에 재산으로 농지 천석을 마련, 쌀 2000섬 지기를 생산하는 갑부가 되고 철종 때 선릉참봉을 지냈다. 김현택의 첫 부인은 평택임씨인데 자녀가 없고, 두번째 부인 밀양박씨(1917년 사망)가 그의 친조모가 된다. 아버지 김상배는 3대 독자였으며 직업은 토지측량사였다. 아버지 김상배는 토지등록 분규 등을 잘 해결해 신망을 얻은 후 주사, 부여군 규암면장, 부여면장 등에 임명되어 역임했다.
동생 김종필은 육군사관학교 출신 군인이었고, 5대~9대 대한민국 대통령 박정희의 셋째 형의 사위였다. 셋째 동생 김종락은 일본 니혼대학 경제과를 유학 다녀왔고, 한일은행에 입사하여 평사원에서 시작하여 한일은행에서는 전무를 역임하고 서울은행장을 역임했다. 일곱째 동생 김종식은 중학생으로 재학 중 6.25 전쟁 중에 실종됐다.

### 수학과 청년기
그는 충청남도 부여군 출신이었으나 일찍 서울로 상경하여 서울특별시 중구 장충동 1가 116, 서울특별시 용산구 동빙고동 1-44번지 등에 거주하였다.
배재중학교를 졸업하고, 전주사범학교 강습과(全州師範學校 講習科)를 졸업했으며, 경성공업경영전문학교로 진학 1944년에 졸업했다. 부여초등학교 교사, 삼랑진중학교 교사, 한성여자중학교 교사로 교단에 섰으며 광복 직후 충남교육연맹 위원장을 역임하기도 했다. 삼랑진중학교 교감으로 퇴직했다.
이후 삼원농산주식회사(三原農産株式會社) 이사, 잠시 동덕여자중, 고등학교(同德女子中高等學校)에서 교사로 교단에 섰다. 1962년 한국경제문제연구회(韓國經濟問題硏究會) 회장, 민주공화당에 입당하여 공화당 충남 제5지구당 위원장이 되었다. 1964년 대한학교체육회(大韓學校體育會) 회장, 1965년 삼원농산주식회사 회장 등을 지냈다. 대한학교체육회 회장으로 재직할 때 그는 각급 학교 체육회를 대한학교체육회 관할로 통합하는 사업을 추진했다. 1966년 12월 28일 학교 체육회장직에 유임되었으나 1967년 학교체육회 회장직을 건강상의 이유로 사퇴하였다. 1963년, 1967년 동생 김종필의 국회의원 선거캠프 회계 책임자로도 활동했다. 1968년 한양대학교 법정대를 졸업했고, 1969년 서울대학교 경영대학원을 수료했다.

### 정치 활동
1968년 6월 2일 동생 김종필이 갑자기 지역구 국회의원직과 민주공화당 당의장직을 사퇴하였다. 1968년 9월 24일 제7대 국회의원(충청남도 부여 선거구) 보궐선거에 민주공화당에 공천, 공화당 중앙위 김덕현(金德鉉) 등의 소송 제기에도 공천되었다. 바로 후보로 출마하여 신민당 후보 임철호(任哲鎬)를 꺾고 7대 국회의원에 당선, 1971년 8대 국회의원에 재선되었다. 8대 국회에서 국회 상임위원회 문화공보위원장을 지냈다. 71년 2월 19일 공화당 중앙위원의 한사람에 선임됐다. 71년 11월 8일부터 11월 15일 사이공에서 열리는 제10차 APU 회의에 한국대표단에 선발되고, 대표단 단장으로 다녀왔다.
그는 공화당 중앙당이 선거대책위원회의 결정과 당무위원회의 결정을 거치지 않고 공천된 이유로 한때 공천무효 소송과, 선거무효소송에 휘말리기도 했다. 1974년 7월 12일 보령에서 교통사고를 당하고 중상을 입기도 했다.
1976년 민주공화당 중앙위원회 부의장이 되었다. 제9대 국회의원 선거에는 충청남도 부여, 서천, 보령 선거구에 공화당 소속으로 출마하여 당선됐다. 1978년 국회의원 선거에 충남 부여, 서천, 보령 지역구에 민주공화당으로 공천신청했으나 공천에서 탈락했다. 1979년 국회의원 선거에서 낙선한 뒤 부여지구당위원장을 사퇴했다.

### 생애 후반
1984년 12월 18일 민족중흥동지회(民族中興同志會) 창립, 조직 참여하고 5~9대 대통령 박정희 추모사업 등에 참여하며 정치활동을 재개했다. 동생 김종필이 신민주공화당을 창당하자 창당 발기인으로 참여하여, 신민주공화당의 충청남도 지역 조직을 담당했다. 2002년 2월 20일 서울 보훈병원에서 사망했다.

### 사후
묘소는 충청남도 부여군 내산면 반교리에 2013년 1월 동생 김종필이 마련한 가족 묘역 내에 6형제 묘소에 나란히 있다. 그의 6형제 묘소에서 내려다보이는 길을 따라 북쪽으로 가다가 덕매산에서 Y방향으로 갈라진 길 중 오른쪽 지터고개 너머, 내산면 지티리 산 83번지에는 그의 조부 김현택 내외의 묘소가 있다.

## 학력
- 배재중학교 졸업
- 전주사범학교 강습과
- 경성공업경영전문학교 전문학사(1944년)
- 한양대학교 법정대학 법철학과 학사(1966년)
- 서울대학교 경영대학원 경영학 석사(1968년)

## 경력
- 한국경제문제연구회 회장
- 대한학교체육회 회장
- 삼원농산주식회사 이사장
- 삼원농산주식회사 회장
- 민주공화당 충남 부여군 지구당 위원장, 중앙위원회 부의장
- 제10차 APU 한국대표단 단장
- 민주자유당 고문(1991년 1월 ~ 1992년 6월)
- 자유민주연합 고문(1995년 3월 ~ 1996년 12월)

## 가족 관계
- 부인 : 경주이씨
  - 1남 1녀

## 기타
같은 시대에 그와 한문 이름까지 똑같은 동명이인인 기업인 김종익(金鍾翊, 1886 ~ 1937)이 있었다. 1886년생 김종익의 아호는 우석(友石)이고, 전라남도 순천시 월등면 대평리 출신이다.

## 역대 선거 결과
|  | 65.5% |

|  | 66.84% |

|  | 39.13% |